# Irlande (Berlioz)
Pour le poème symphonique d'Augusta Holmès, voir Irlande (Holmès). Pour les autres significations, voir Irlande.
Irlande est le premier recueil de mélodies composé par Hector Berlioz sur des poèmes de Thomas Moore traduits en français par Thomas Gounet, en 1829, publié en 1830 sous le titre Mélodies irlandaises et considéré comme son op. 2. Plusieurs mélodies sont révisées ou orchestrées par la suite.

## Composition
Les mélodies d'Irlande sont composées par Hector Berlioz sur des poèmes de Thomas Moore traduits en français par Thomas Gounet, en 1829 : le compositeur les donne à graver en novembre, et Maurice Schlesinger les fait paraître en février 1830 sous le titre Mélodies irlandaises.
Deux mélodies, Le Coucher du soleil et le Chant sacré, sont exécutées le 18 février 1830 à un concert de l'Athénée musical. Elles sont bien accueillies par le public et la critique. François-Joseph Fétis témoigne une approbation qui « a dû paraître ironique à Berlioz, arrivant au moment où il s'apprêtait à commencer la Symphonie fantastique ».

## Présentation
Le catalogue des œuvres de Berlioz établi par le musicologue américain Dallas Kern Holoman présente les versions successives des mélodies d'Irlande, référencé H38 :
1. Le Coucher du soleil, rêverie pour ténor et piano (H39)
2. Hélène, ballade pour deux ténors, baryton et basse, ou soprano et alto, et piano (H40A), puis pour chœur d'hommes et orchestre[5] (H40B)
3. Chant guerrier, pour ténor, baryton, chœur d'hommes et piano (H41)
4. La Belle Voyageuse, ballade pour ténor et piano (H42A), puis pour soprano et orchestre[6] (H42B)
5. Chanson à boire, pour ténor, baryton, chœur d'hommes et piano (H43)
6. Chant sacré, pour soprano ou ténor, chœur à six voix et piano (H44)
7. L’origine de la harpe, ballade pour soprano ou ténor et piano (H45)
8. Adieu Bessy, romance anglaise et française pour ténor et piano (H46)
9. Élégie en prose, pour ténor et piano (H46)

Le recueil Irlande est intégré dans la grande Collection de 32 mélodies de Berlioz publiée en novembre 1863, en même temps que la partition, également réduite pour chant et piano, des Troyens (en deux parties, La Prise de Troie et Les Troyens à Carthage).

## Analyse
Premier cycle de mélodies publié, « autour d'une unique source d'inspiration », Irlande reste, comparé aux Nuits d'été, « un recueil, mais non un cycle » pour David Cairns.

## Discographie
- Hector Berlioz : Mélodies (2 CD, Deutsche Grammophon 435 860-2, 1993 (OCLC 31533426)), repris dans
- Hector Berlioz : The Complete Works (27 CD, Warner Classics 0190295614447, 2019)
Irlande (op. 2 ; H 38), par Thomas Hampson (baryton), Geoffrey Parsons (piano), Françoise Pollet (soprano), Anne Sofie von Otter (mezzo-soprano), Cord Garben (piano), Rolando Villazón (ténor), Laurent Naouri (basse), David Bismuth (piano), le chœur Les Éléments, l'Orchestre national du Capitole de Toulouse et Michel Plasson (dir.), CD 8
- Hector Berlioz, Œuvres pour chœur — Chanson à boire, Chant sacré et Hélène par le chœur de l'Orchestre national de Lyon, Noël Lee (piano), dirigés par Bernard Tétu (Harmonia Mundi, HMC 901293, 1989)

### Biographies
- David Cairns (trad. de l'anglais), Hector Berlioz : la formation d'un artiste (1803-1832), Paris, Fayard, 2002, 710 p. (ISBN 2-213-61249-8), traduit de l'anglais par Dennis Collins.

### Monographies
- Pierre Citron, Cahiers Berlioz no 4, Calendrier Berlioz, La Côte-Saint-André, Musée Hector-Berlioz, 2000 (ISSN 0243-3559)
- Pierre-René Serna, Berlioz de B à Z, Paris, Van de Velde, 2006, 264 p. (ISBN 2-85868-379-4)

### Articles et analyses
- Gérard Condé et Gilles Cantagrel (dir.), Guide de la mélodie et du lied, Paris, Fayard, coll. « Les Indispensables de la musique », 1994, 916 p. (OCLC 417117290, BNF 35723610), p. 52.
- John Crabbe, « Irish connection », dans Christian Wasselin et Pierre-René Serna, Cahier Berlioz, Paris, L'Herne (no 77), 2003, 394 p. (ISBN 2-85197-090-9), p. 268-273.